# Amylocaïne
Le chlorhydrate d'amylocaïne est le premier anesthésique local de synthèse médicalement exploitable. Il a été découvert en 1903 par Ernest Fourneau et breveté sous le nom de stovaïne. L'amylocaïne est l'un des premiers médicaments de synthèse issus d'une approche chimiothérapeutique rationnelle : c'est un analogue simplifié de la cocaïne, dont il conserve les propriétés anesthésiques, mais avec une toxicité plus faible et des effets secondaires réduits.

## Historique
En 1900, la plupart des médicaments synthétiques sont encore d’origine allemande. Fourneau et les établissements Poulenc frères veulent remédier à cet état de choses. En 1903, Fourneau prend donc la direction du laboratoire créé à son intention dans l'usine des frères Poulenc à Ivry et se lance aussitôt dans la recherche de succédanés de la cocaïne. Il a travaillé chez Richard Willstätter sur la lupinine, alcaloïde voisin de la cocaïne, et il a rencontré Alfred Einhorn, qui a breveté trois dérivés de la cocaïne tandis que Georg Merling en synthétise d’autres à Berlin : les eucaïnes.
Dès octobre 1903, Poulenc frères et Fourneau déposent en France et en Allemagne des brevets sur la stovaïne, nouvel anesthésique local. Les essais cliniques, localement et en péridurale, sont confiés à Paul Reclus, initiateur en France de l’emploi de la cocaïne en chirurgie. Au bout de quelques mois d’essais, la stovaïne se montre bien supérieure à la cocaïne. Henri Chaput et Théodore Tuffier en France, Eduard Sonnenburg en Allemagne, confirment les conclusions de Reclus.
Certes, d'autres substituts de synthèse de la cocaïne ont été développés précédemment, mais ni l'eucaïne de Merling, lancée par Schering à Berlin en 1897, ni l'orthoforme et le néo-orthoforme d'Einhorn, ni sa nirvanine, produite en 1898 par les usines de colorants de Hoechst, ni même la benzocaïne, peu soluble, synthétisée chez Ritsert à Eberbach en 1902, ne se sont montrées véritablement exploitables en chirurgie. Quant à la novocaïne, découverte par Einhorn, elle ne sera brevetée que le 27 novembre 1904, par Hoechst,, et introduite par Heinrich Braun l'année suivante, en 1905,. Avant même l'introduction de la novocaïne, la stovaïne a remplacé la cocaïne dans tous ses usages. Les péridurales à la stovaïne seront pratiquées à grande échelle et avec grand succès pendant quarante ans, et le chlorydrate d'amylocaïne est encore utilisé en 2017, seul ou en association, comme anesthésique local externe.
La découverte et la mise au point de la stovaïne marquent une étape essentielle dans l'évolution de la pharmacologie en France, où elles inaugurent la chimie des médicaments de synthèse. Le cours de Béhal à l’École de pharmacie, professé selon la théorie atomique, vient d'avoir raison chez ses élèves de la sclérose intellectuelle dont, sous l'influence de Sainte-Claire Deville et surtout du très puissant Berthelot, l'université française a souffert dans le domaine de la chimie, pendant un demi-siècle au cours duquel l'Allemagne a pris une avance considérable dans la connaissance de la structure des molécules chimiques et dans ses applications industrielles. Et parmi les disciples enthousiastes de Béhal, Fourneau, pendant trois ans, s'abreuve à cette source. À son retour de Munich, en collaboration avec Tiffeneau, autre élève de Béhal, il applique les méthodes de recherche apprises de Curtius, Gattermann, Fischer ou Willstätter, et les frères Poulenc emploient les mêmes moyens industriels qui ont fait jusqu'alors la fortune et la gloire des seules entreprises allemandes. « Les dynamiques intellectuelle, industrielle et commerciale, animées par quelques acteurs concentrés autour du développement de la Stovaïne, ont donc permis à la France de pénétrer et de se positionner dans le domaine  de la chimie des médicaments jusqu’alors dominée par les laboratoires et les industriels allemands. »